# 胡世全
胡世全（1960年—），2022年香港特別行政區行政長官選舉第二位表明有意參選的人。前民建聯成員，曾參選2010年立法會新界東補選。2012年2月13日宣佈參選2012年香港特別行政區行政長官選舉，當時報稱從事物業投資，並取得5名選委口頭答應提名。政綱建議參選人凡獲得7000名選民提名，便可參選行政長官，又建議取消立法會功能組別，建議提升最低工資，亦反對馬會不斷擴張賭業。2022年再度宣佈參選2022年香港特別行政區行政長官選舉，唯未獲選委提名。